# Велетка
Велетка — уявна гігантська жінка. Сучасні люди вважають їх міфологічними, оскільки термін «велетка» є настільки загальним, що здається можливим описати велеток неземного походження, які підпадають під дуже поблажливі критерії. Сюди входить жінка-велетка: або міфічна істота, така як амазонки з грецької міфології, що нагадує жінку надлюдських розмірів і сили, або людська жінка виняткового зросту, часто результат якоїсь медичної або генетичної аномалії (див. гігантизм).

## Політеїзм і міфологія

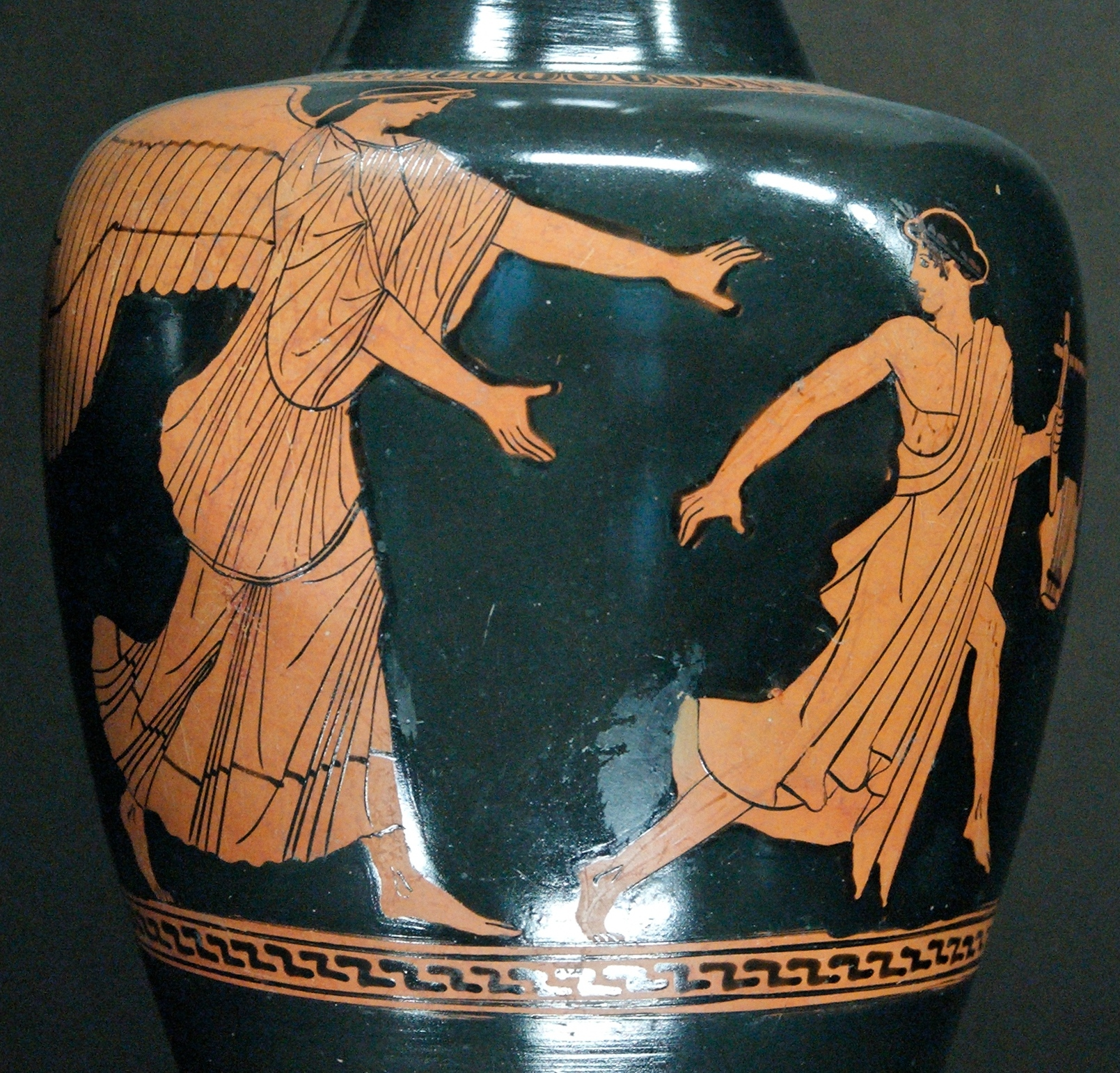
Титаніда Еос переслідує об'єкт своєї прихильності, Тітона, на аттичній ойнохої вазописця Ахілла, бл. 470 до н. е.–460 до н. е. (Лувр)

### Балтійська міфологія
543 року, за народною етимологією назви муніципалітету Нерінга, на березі Куршської коси жила дівчина-велетка на ім'я Нерінга, яка допомагала рибалкам.

### Грецька міфологія
Титаніди, сестри та діти Титанів, можливо, спочатку не вважалися велетками, але пізніші елліністичні поети та латинські поети мали тенденцію розмивати Титанів і Гігантів. У збереженому фрагменті поеми Невія про Пунічну війну він описує Гігантесу Рункус і Пурпуреюй (Порфіріон):
Були явні ознаки, яким чином титани
двотільні гіганти і великі атланти
Рункус і Пурпурей, даньки Терри.
Едуард Френкель зауважує про ці рядки з їх надзвичайно незвичайною множиною Атлантес: «Нас не дивує, що назви Титанії та Гігантеси використовуються без розбору для позначення одних і тих самих міфологічних істот, оскільки ми звикли ототожнювати або плутати ці два типи чудовиськ, які, хоч і не були оригінальними, ймовірно, стали досить поширеними за часів Невіуса». Інші велетки в грецькому міфі включають Перібею, принцесу велетнів, які брали участь у Гігантомахії, а також царицю та принцесу лестригонів, які брали участь у нападі та пожиранні команди Одіссея.

### Північна міфологія

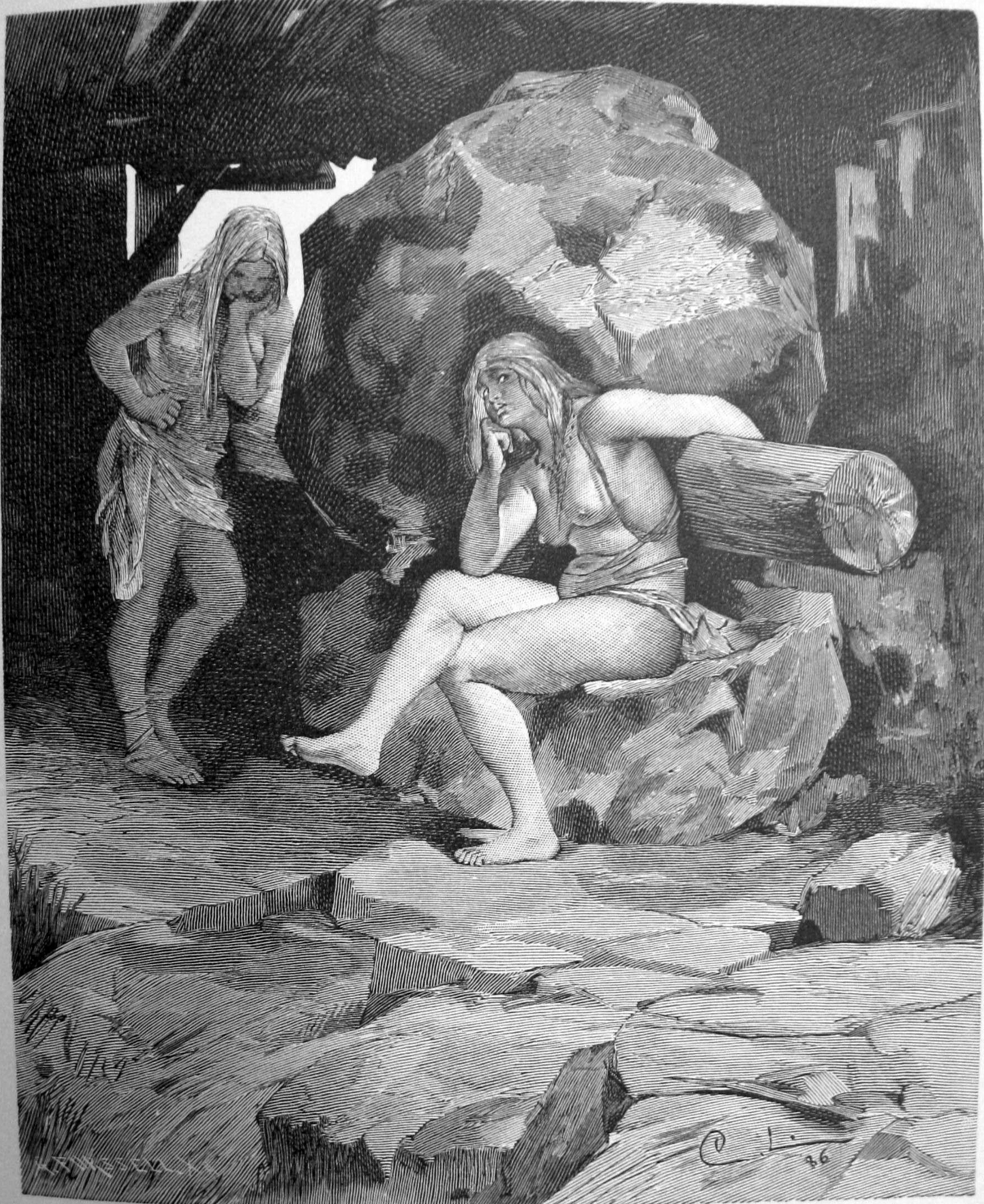
Поневолені гіґ'яри Феня і Меня планують помститися своєму егоїстичному господареві, королю Фрурі.

Жінки-йотуни відіграють помітну роль у нордичній міфології, де вони згадуються як ґиґр, íviðja і tröllkona. Хоча ці терміни часто перекладають як «велетка», у текстах, що містять найдавніші традиції, вони часто не надто великі, і терміни часто залишаються без перекладу.
До відомих ґиґр належать:
- Ґрід — ґиґр, яка врятувала життя Тору. Вона знала про плани йотуна Ґейррьода вбити Тора і вирішила допомогти йому, надавши йому пояс сили, пару чарівних залізних рукавичок і чарівну паличку.[6]
- Ґерд — прекрасна ґиґр, у якого Фрейр закохався з першого погляду, як розповідається в «Skírnismál» («Скірнісмал»). Взявши з ним шлюб, вона стала матір'ю міфічного шведського короля Фйольніра.[6]
- Скаді — донька Тьяцці, яку вбили боги. Після подорожі в Асґард з Урімхейма вона погодилася відмовитися від помсти за двох умов: щоб вони дозволили їй вибрати чоловіка з-поміж них, і щоб вони зуміли її розсмішити. Боги дозволили їй вибрати чоловіка, але вона повинна була вибрати його тільки з ніг; вона вибрала Ньйорда, тому що його ноги були настільки красиві, що вона подумала, що він Бальдр. Тоді Локі вдалося розсмішити її, тож було укладено мир, і Одін з очей Т'язі зробив дві зірки. Через деякий час вони з чоловіком розлучилися, бо вона любила гори, а він хотів жити біля моря в Ноатуні.[6]
- Гірроккін — ґиґр, яка приїхала верхи на вовку на похорон Бальдра і так штовхнула корабель, на якому він лежав, що вогонь спалахнув з валів, і вся земля затряслася.[6]
- Токк — єдина істота, яка відмовилася плакати після смерті Бальдра, в результаті чого Гель не звільнив бога з підземного світу до Рагнарока. За словами Сноррі Стурлусона, Токк була замаскованим Локі.[6]

### Індуїзм
Велетні досить поширені в індуїстській релігії. Демоницю Путану (яка намагалася вбити немовля Крішну отруєним молоком зі своїх грудей) зазвичай малюють у вигляді велетки.

### Кельтська міфологія
Велетки поширені у фольклорі Великої Британії, Ірландії, Шотландії та Вельсу. Визначною велеткою в ірландській міфології є Бебінн, яка походить із королівства, відомого як «Земля Дів», яке повністю населене іншими велетнями, які є її ста сорока дев'ятьма сестрами, причому єдиними чоловіками в її країні є її батько та троє братів.

### Турецький фольклор
У турецькому фольклорі звичайним оповіданням є сюжет, де чоловік смокче молоко «велетенської матері» (dev anası). У цій темі чоловік повинен непомітно випити молоко велетки. Таким чином, він стане її прийомною дитиною і велетка на нього не нападе. Ці мотиви зустрічаються в таких історіях, як «Altın Bülbül» («Золотий соловей») і «Seksen Göz» («Вісімдесят очей»).

## Сучасне мистецтво та література

### Книги
У оповіданні Льюїса Керролла «Аліса у Дивокраї» є кілька сцен, де героїня Аліса виростає до гігантських розмірів, з'їдаючи щось (наприклад, торт або гриб). Подібним чином історія Артура Кларка «Космічний Казанова» описує огиду астронавта, коли він дізнався, що позаземна жінка, яку він обожнював на відеоекрані, насправді має зріст тридцять футів.

### Комікси
Героїні, що змінюють розміри, з'являлися в таких коміксах, як «Фатальний патруль», «Могутні Месники», «Пригоди Месників Марвел», «Команда Янгблад» і «Фемфорс». В останній серії велетки-супергероїні Тара та Гарганта поєднують величезний розмір і силу з красою та жіночністю та мають культ серед чоловіків і жінок. І навпаки, лиходії, що змінюють розмір, як-от Диво-жінка -ворог Гіганти, використовують свою силу та красу в менш альтруїстичних цілях як зброю, щоб розгромити своїх ворогів. Велетки також часто зустрічаються в манзі та аніме Японії. Псевдонім Жінки-Галка — «Нефритова велетка» через те, що головна героїня стає більшою та могутнішою, коли стає Галком.
Велетенька також з'являється в сучасному мистецтві, ілюстрації та моді. Британський ілюстратор Емма Мелтон використала велетку як символ у своїй ілюстрованій модній лінії «Blessed by a Giantess» («Благословенна велеткою»), метою якої є сприяння здоровому образу тіла молодих дівчат і поширенню повідомлення про те, що «ми всі красиві».

### Кінофільми

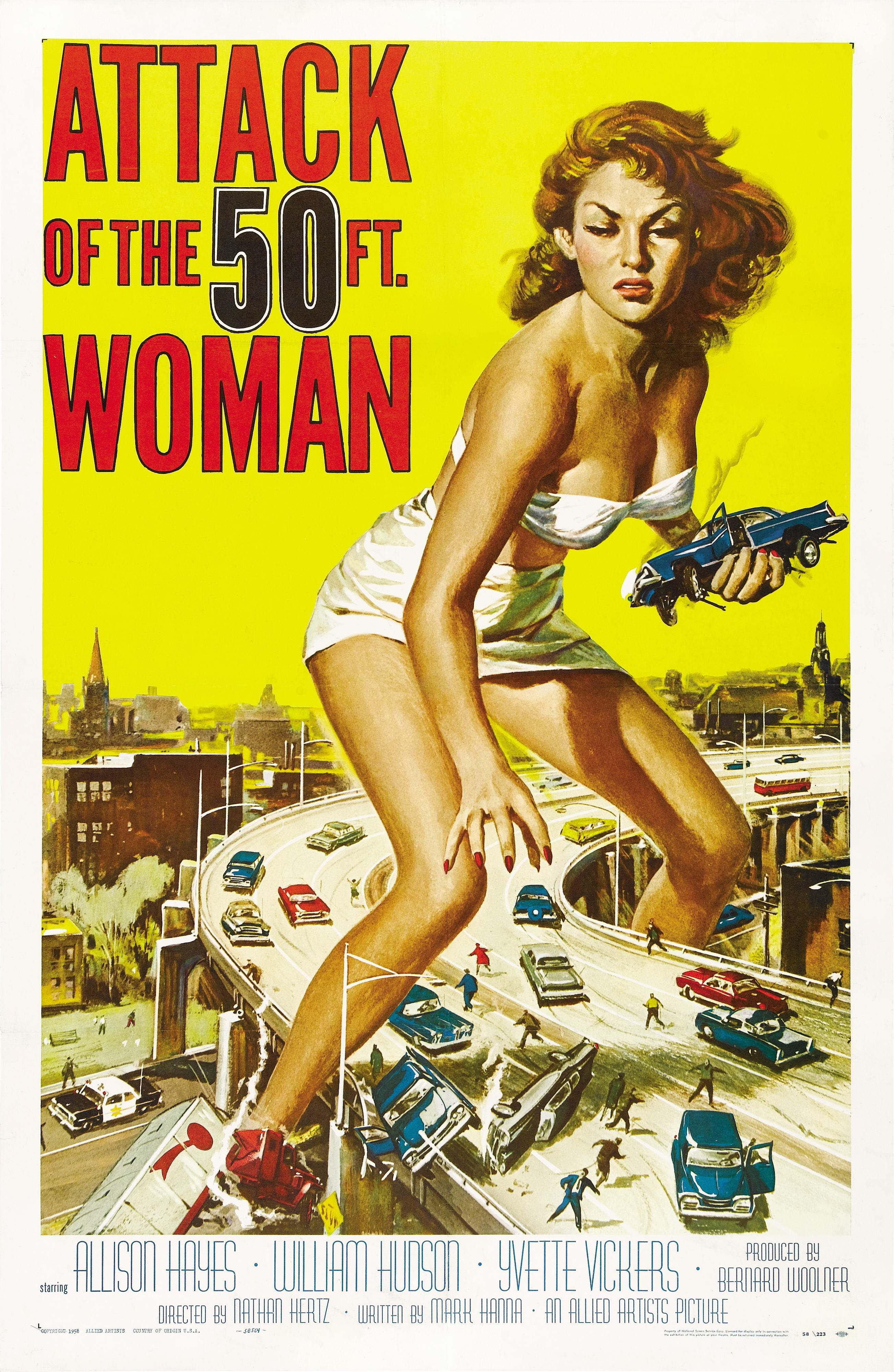
Постер «Напад гігантської жінки».

Тема велетенки також з'являлася в кінофільмах, часто як метафора розширення прав і можливостей жінок або в якості абсурдного гумору. Фільм категорії «В» 1958 року «Напад гігантської жінки» був частиною серії масштабних фільмів тієї епохи, серед яких також «Людина, що неймовірно зменшується», «30-футова наречена Кенді-Рок» і «Село гігантів». Рімейк 1993 року «Напад 50-футової жінки» з Деріл Ганною в головній ролі рекламувався як комедія. У ньому багато сцен пародіювали попередні фільми, що змінювали розміри (найбільш помітний «Дивовижний колосальний чоловік»), хоча центральною темою був фемінізм. Героїня Ненсі, яка раніше була шифром для свого владного батька та чоловіка, отримує силу завдяки своєму новому розміру і починає контролювати свою долю, а також заохочує інших жінок робити те ж саме.
У фільмі «Чувак, де моя машина?», п'ять одружених жінок перетворюються на позаземну велетку 20 футів заввишки, яку грає Джоді Енн Патерсон, яка підбирає одного з персонажів і з'їдає його. «Поговори з нею» — серіал у стилі раннього німого кіно під назвою «Зменшення коханця», де випадково зменшеного вченого рятує з лап матері його кохана, яка несе його додому у своїй сумочці. Зменшений вчений потім бродить тілом коханої, поки вона лежить у ліжку. У «Монстрах проти чужих» є сатиризована версія «Нападу 50-футової жінки», в якій головну героїню, Сьюзан Мерфі, забиває радіоактивний метеор, який змушує її вирости до 49 футів 11½. дюймів, ставши Гінормікою. У фільмі «Напад п'ятдесятифутової чирлідерки» Кессі Страдфорд, студентка коледжу, краде наркотик і робить собі його ін'єкцію, щоб виглядати красивою. Однак препарат мав побічний ефект, коли вона почала рости все вище і вище, поки не стає 50-футовою велеткою. Фільм «Жінка, що неймовірно зменшується» пародіює «Неймовірну людину, що зменшується», закінчується тим, що Лілі Томлін стає велеткою.
За межами Голлівуду в цікавих фільмах також з'являлися велетки. Велетка Гарганта від AC Comics представлена у DVD-фільмі «Гаргантарама», доступному на сайті accomics.com, який також містить сцени велетки з багатьох фільмів, а також повнометражний фільм B 1958 року «Напад гігантської жінки». Використовуючи велетку в масовій культурі, AC зробив її часто повторюваною темою у своїх продуктах.
Велетки також з'являлися в рекламних кампаніях з подібним еротичним/гумористичним наміром. У 2003 році рекламний ролик італійської компанії Puma був присвячений цій темі. Велетка, яку грає модель/актриса Валентина Б'янкоспіно, тупцює містом, спричиняючи хаос і поглинаючи чоловіка, перш ніж нарешті підняти чоловіка (його грає італійський футболіст Джанлуїджі Буффон) і поцілувати його.
Наташа Стефаненко грає велетку в італійській рекламі La gigantessa, де вона рятує коня з космічного корабля і ставить його на місце, а потім випадково ламає будівлю, сівши на неї. Голос Наташі в цій рекламі озвучує Анна Кампори.
Велетки також з'являлися в деяких телесеріалах, таких як «Джин у домі», «Снорк», «Шкільна скеля», «Пригоди Джекі Чана», «Брейсфейс», «Електрична компанія», «Маппет-шоу», «Лабораторія Декстера», «Футурама», «Ліга Справедливості без обмежень», «Мультиманія», «Мультсільванія», "Kids Next Door», «Дивні таємниці Арчі», «Гарлі Квінн», «Суперкрихітки» в «Нападі 50-футової жінки», «Totally Spies!» епізод у «Нападі 50-футової Менді», «Фінеас і Ферб» і «7D». Епізод «Сноркса» «Найменша русалочка» містить сцену, де русалка перетворюється на велетку, викликану машиною. Епізод «Шкільної скелі» «Розпакуйте свої прикметники» включає сцену, де висока дівчина перетворюється на 34-футову велетку, в результаті чого видно лише її ноги та сандалі. Потім вона наступає на маленького хлопчика, який не переставав сміятися з того, наскільки вона виросла. У першому епізоді «Електричної компанії» Джуді Граубарт перетворюється на велетку, тримаючи в руках табличку з написом «велетень», яку читає дитяча аудиторія.

### Музичні кліпи
Памела Андерсон грає велетку версію свого VIP-персонажа Валері Айронс у кліпі на пісню «Miserable» рок-гурту Lit. У відео учасники гурту грають на тілі Андерсон і врешті-решт в кінці вона їх пожирає.
Кайлі Міноуг з'являється в образі велетки у кліпі на синглі «Giving You Up».
Лана Дель Рей грає велетку, яка гуляє по Лос-Анджелесу в музичному кліпі на її кавер на пісню Sublime «Doin' Time».